# Pilar Ruiz-Lapuente
Pilar Ruiz-Lapuente (Barcelona, 1964) és una astrofísica que treballa com a professora a la Universitat de Barcelona. El 1998, va ser una de les membres del Supernova Cosmology Project, que va descobrir que l'expansió de l'univers s'està accelerant. El 2004, va liderar l'equip que va cercar l'estrella companya de la nana blanca que havia evolucionat a la supernova SN 1572, observada entre altres per Tycho Brahe. El 2007, va rebre el Premi Gruber de Cosmologia juntament amb els seus companys del Supernova Cosmology Project pel seu descobriment del 1998.

## Publicacions
- "The binary progenitor of Tycho Brahe's 1572 supernova" Pilar Ruiz-Lapuente et al., Nature 431, 1069-1072 (28 October 2004)